# المرجة (المالكية)
المرجة قرية سورية تتبع ناحية المعبدة في منطقة المالكية التابعة لمحافظة الحسكة في أقصى شمال شرق سورية. بلغ عدد سكانها 971 نسمة عام 2004.
تقع على بعد 26 كم جنوب غرب مدينة المالكية، وعلى بعد 20 كم تقريبا جنوب الحدود التركية ومثلها تقريبا عن الحدود العراقية (عند معبر اليعربية - ربيعة). تقع قرب حقول النفط في الرميلان.